# گیپرات
گیپرات (به آلمانی: Gipperath) یک شهر در آلمان است که در برنکاستل-ویتلیش واقع شده‌است. گیپرات ۲۵۵ نفر جمعیت دارد.